# Chiesa di San Giovanni Battista (Scanzorosciate)
La chiesa di San Giovanni Battista è il principale luogo di culto cattolico di Tribulina, frazione di Scanzorosciate, in provincia e diocesi di Bergamo. Fa parte del vicariato di Scanzo-Seriate.

## Storia

### La chiesa di San Giovanni Battista nei Boschi
Nella valle Serradesca, nei paraggi della Cascina San Giovanni (località San Giovanni), vi era nel Cinquecento una piccola chiesa detta di San Giovanni “in nemoribus” gestita dagli umiliati dell'ordine dei carmelitani, forse gestita da un religioso eremita su di un luogo dove però vi era già un piccolo edificio di culto intitolato a san Giovanni Battista. Per la sua posizione dislocata, era chiamata "Chiesa di San Giovanni Battista nei Boschi" e aveva dato il nome all'intera contrada della Serradesca su cui sorge; in alternativa, era anche chiama "Chiesa di San Giovanni al Boio" perché sorgeva vicino a una sorgente, il Boio, da cui scaturisce un ruscello.
La chiesa di San Giovanni Battista nei Boschi fu eretta a parrocchiale con decreto del 13 marzo 1911 dal vescovo di Bergamo Giacomo Radini-Tedeschi, ma la chiesa era dislocata dal centro abitato di Tribulina ed era in una zona che periodicamente era soggetta a esondazioni a causa del Boio, rendendo l'accesso alla chiesa difficoltoso ai fedeli.
Pertanto, la zona impervia portò alla decisione di costruire un edificio di culto completamente nuovo sempre dedicato a San Giovanni Battista direttamente nel centro abitato di Tribulina, vicino alla Contrada Maffioli (dal nome dell'omonima cascina nella valle Serradesca).

### La costruzione della nuova chiesa
Il progetto fu assegnato all'architetto Elia Fornoni. La prima pietra fu benedetta dal vescovo Radini-Tedeschi il 30 marzo 1913. Questo portò all'abbandono della Chiesa di San Giovanni nei Boschi, poi andata rapidamente in degrado e in fase di manutenzione al 2024. Il vescovo consacrò la nuova parrocchiale il 27 giugno 1914 con l'intitolazione a san Giovanni Battista. L'interno fu ultimato con la posa del nuovo altare dedicato al Sacro Cuore di Gesù con la consacrazione il 29 maggio 1919 dal vescovo di Tortona Simon Pietro Grassi. La facciata fu ultimata su disegno di Dante Foroni nel 1944 in ceppo di Poltrango e marmo di Zandobbio.
La seconda metà del Novecento fu dedicata a lavori di mantenimento e ammodernamento con la posa del nuovo altare in marmi policromi rivolto verso i fedeli rispondente all'adeguamento liturgico delle chiese.
Con decreto del 27 maggio 1979 del vescovo Giulio Oggioni la chiesa fu inserita nel vicariato foraneo di Scanzo-Seriate.

## Descrizione

### Esterno
L'edificio di culto è posto in posizione sopraelevata e preceduto dal sagrato con pavimentazione in porfido, anticipato dall'ampia gradinata in pieta. La facciata, si presenta in stile neogotico lombardo e tripartita con la sezione centrale più ampia e avanzata rispetto alle due laterali. Nella sezione centrale, inserito in un arco leggermente sfondato vi è l'ingresso principale con contorni in sesto acuto, e nella parte superiore la scritta  "Regem praecursoris Dominum venite adoremus" e un grande rosone gotico inserito in uno sfondato ad arco. Il fronte termina con una cornice a due spioventi a vela completa di archetti aperti che conferisco leggerezza a tutta la facciata.

### Interno
L'interno a pianta rettangolare e a unica navata divisa da lesene complete di basamento e coronate da capitelli corinzi che s'incontrano con la volta a sesto acuto in tre campate. Nella prima a sinistra vi è il battistero e corrispondente a destra la grotta della Madonna di Lourdes. Gli altari dedicati a sant'Antonio, Carlo e Rocco a sinistra mentre corrispondente a destra quello della Madonna Addolorata.
Gli ingressi laterali sono posti nella terza campata. La cappella dedicata al sacro Cuore è posta nella quarta campata a sinistra e corrispondente quella della Sacra Famiglia completa della tela del 1600 di Carlo Ceresa, e la tela di tutti i santi opera di Giacomo Pier Martini.
La zona del presbiterio a pianta rettangolare è anticipata dall'arco trionfale e rialzata da tre gradini e a volta a botte. La parte termina con il coro a pianta semiesagonale con volta a ombrello. La pala d'altare proveniente dall'antica chiesa datata 1717 raffigura san Giovanni Battista ed è opera di Jacobus Aduljus.